# لا شيء منطقي في علم الأحياء إلا في ضوء التطور

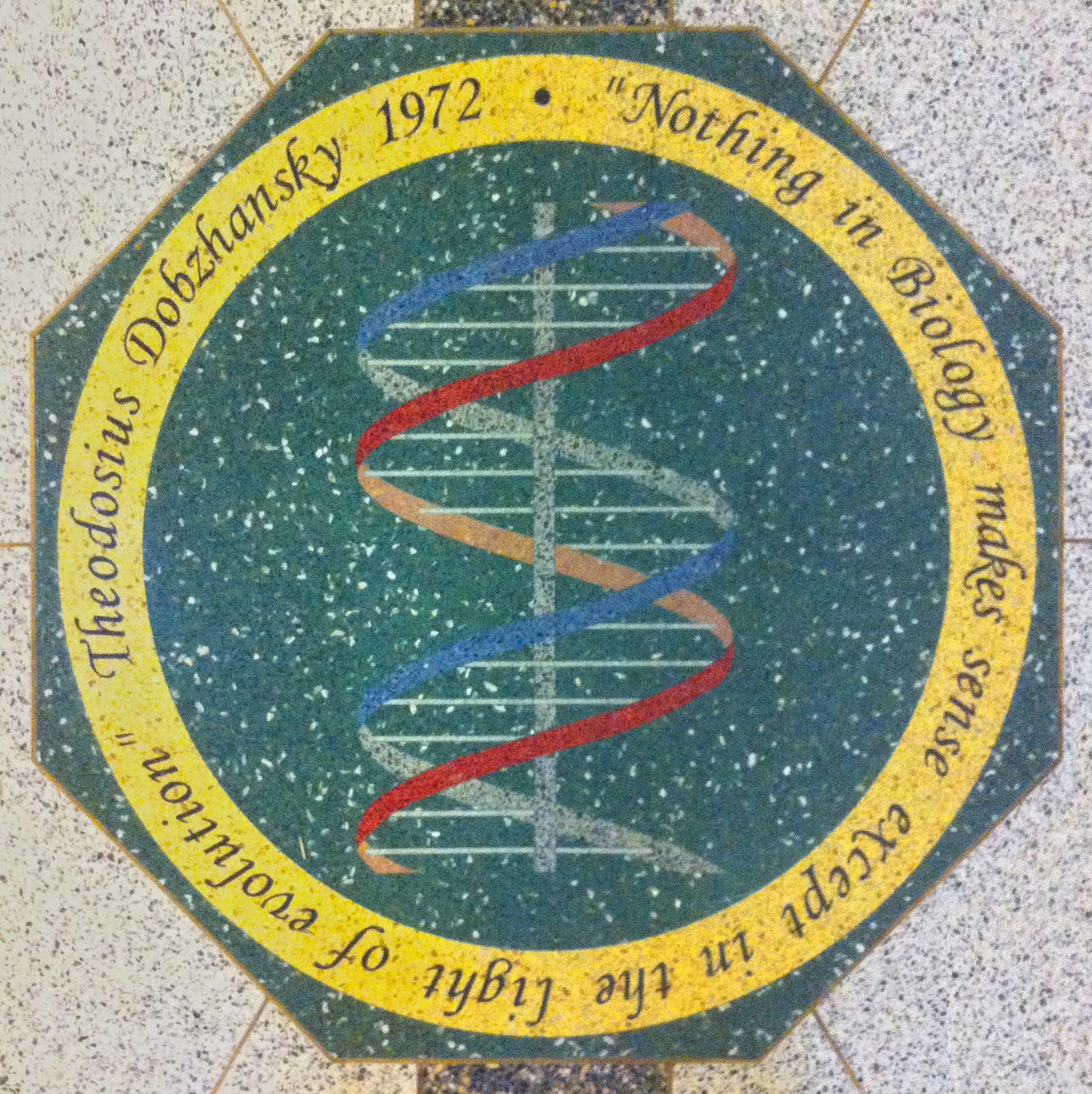

لا شيء منطقي في علم الأحياء إلا في ضوء التطور هو مقال كتبه عالم الأحياء التطوري المسيحي الأرثوذكسي ثيودوسيوس دوبجانسكي عام 1973، ينتقد فيه التيار الخلقي المعارض لنظرية التطور، نُشر المقال لأول مرة عن طريق الرابطة الوطنية الأمريكية لمعلمي الأحياء.
عرض دوبجانسكي بعض أفكاره في خطاب له أمام مؤتمر الجمعية الأمريكية لعلماء الحيوان عام 1964 بعنوان «علم الأحياء، الجزيئات والكائنات العضوية» ، وكانت بعض المصطلحات التي أوردها دوبجانسكي مثل «في ضوء التطور» أو «تطور الأنواع الفرعية» قد تمَّ استخدامها سابقاً من قبل القس اليسوعي بيير تيلارد تشاردين، ثمَّ استخدمها أيضاً عالم الأحياء الإنكليزي جوليان هكسلي.

## نظرة عامة
في بداية المقال ينتقد دوبجانسكي الشيخ عبد العزيز بن باز مفتي المملكة العربية السعودية آنذاك بسبب اعتقاده أنَّ الشمس تدور حول الأرض اعتماداً على آيات القرآن وقال: «من السخف اعتبار القرآن والإنجيل كتبًا تمهيدية للعلوم الطبيعية، فهما يتعاملان مع أمور أكثر أهمية كحقيقة الإنسان وعلاقة البشر مع الله» [1]، كما قال دوبجانسكي أيضاً في خطابه السابق: «إذا كانت الكائنات الحية لم تنشأ عن أسلاف مشتركة من خلال عملية تطوريَّة، فإنَّ الوحدة الأساسيَّة للكائنات الحية ستبدو وكأنَّها مجرَّد مزحة أو خدعة» [2]، وفي حديثه عن تنوِّع الأحياء على الأرض يتسآل دوبجانسكي عن تنوُّع الأحياء في البيئات المختلفة، ويعتقد أنَّ هذا التنوع يصبح معقولاً ومفهوماً فقط إذا كان قد حدث نتيجة التطور المحكوم بالانتقاء الطبيعي وليس وفق نزوات الخالق، وكثيراً ما كان يعتمد على مثال ذبابة الفاكهة في جزر هاواي لدعم أفكاره وتأييدها بأمثلة طبيعيَّة علميَّة.
يوضح دوبجانسكي وحدة الكائنات الحية باستخدام التسلسل الجزيئي للسيتوكروم سي ، كما تتوضح هذه الوحدة أكثر من خلال تشابه أجنة الأنواع المختلفة، يقول دوبجانسكي إمَّا أنَّ الله قد رتَّب الأشياء بهذه الطريقة عمداً لتضليل الباحثين والعلماء أو أنَّ أوجه التشابه هذه هي نتيجة فعليَّة لعملية التطور ، ويستنتج في نهاية المطاف أنَّ الكتاب المقدس والعلوم هما شيئان مختلفان ومتباينان ويعتقد أنَّه من الخطأ أن نستخدم الكتاب المقدس لفهم العلوم الطبيعية كعلم الفلك والجيولوجيا وعلم الأحياء.
كانت أشهر الردود على مقالة دوبجانسكي ورقة كتبها ستيفن ديلي بعنوان «لا شيء منطقي في علم الأحياء إلا في ضوء اللاهوت»، وجادل فيها بأنَّ حجج دوبجانسكي جميعها تعتمد على أفكاره حول طبيعة الله وأفعاله وأهدافه وواجباته.

## الموضوع الرئيسي
يبدو واضحاً أنَّ موضوع المقالة الرئيسيَّة وهدفها هو الدعوة إلى تدريس التطوُّر في سياق النقاش حول الخلق والتطور في التعليم العام في الولايات المتحدة الأمريكيَّة، لأنَّ التطور يُفسِّر الترابط بين الحقائق البيولوجيَّة المختلفة ويجعل من علوم الأحياء منطقيَّة [6]، لاحقاً أصبح هذا المفهوم راسخاً في تدريس الأحياء في أغلب دول العالم.

## المصطلح
اقتبس دوبجانسكي مصطلح «ضوء التطور» light of evolution من كتابات القس اليسوعي بيير دي تشاردين الذي كان معجباً به كثيراً، وكانت الفقرة التي اقتبس منها هي: «إنَّ التطور هو المعيار الرئيسي الذي يجب أن تحترمه جميع النظريات، لأنَّه نور يضيء كل الحقائق ومنحنٍ يجب أن تتبعه جميع الخطوط، إنَّ جميع الفرضيات يجب أن تحترم التطور إذا كانت تريد أن تكون منطقيَّة وقابلة للتصديق».
أصبحت عبارة «لا شيء منطقي في علم الأحياء إلا في ضوء التطور» شائعة الاستخدام من قبل أولئك المعارضين للتصميم الذكي، ومع ذلك يحاول المقال أن يثبت بأنَّ الديانة المسيحيَّة وعلم الأحياء التطوري متوافقان، وهو الموقف المعروف باسم «الخلق التطوري»، رغم كلِّ هذا تستخدم العبارة أيضاً من قبل العلماء الذين ينكرون الخلق ككل مثل ريتشارد دوكينز الذي نشر كتابه الشهير الجين الأناني بعد ثلاث سنوات فقط من هذه المقالة.

## ثيودوسيوس دوبجانسكي
كان ثيودوسيوس دوبجانسكي (1900 - 1975) عالم وراثة وعالم أحياء تطوري، وإحدى الشخصيات الرئيسيَّة في مجال علم الأحياء التطوري، ولد في مدينة نيميريف في أوكرانيا وكان الطفل الوحيد لمُدرِّس الرياضيات غريغوري دوبجانسكي، درس علم الأحياء في جامعة كييف الحكومية بين أعوام 1917 – 1921 وتخصَّص في علم الحشرات بحلول عام 1924، ثمَّ انتقل إلى سان بطرسبرغ وأنشأ هناك مختبراً لدراسة الحشرات كذبابة الفاكهة على وجه التحديد، هاجر دوبجانسكي إلى الولايات المتحدة الأمريكية عام 1927 لاستكمال دراسته هناك في جامعة كولومبيا ومجلس التعليم الدولي التابع لمؤسسة روكفلر، وعمل في معهد كاليفورنيا للتكنولوجيا من عام 1930 إلى عام 1940 وهناك نشر كتابه «الوراثة وأصل الأنواع» وهو من أبرز الكتب التي جمعت بين البيولوجيا التطوريَّة وعلم الوراثة.
حاز دوبجانسكي على درجة الدكتوراه الفخريَّة من جامعة سان باولو عام 1943، وكان أحد الموقعين على بيان اليونسكو الشهير عام 1950 الذي يتعلَّق بمسألة العرق، وأخيراً استقرَّ في معهد روكفلر حتى تقاعده في عام 1971، وانتخب في عام 1972 كأول رئيس لجمعية الوراثة السلوكية، لاحقاً اعترف المجتمع العلمي بدور دوبجانسكي الهام في علم الوراثة والتطور وتمَّ تأسيس جائزة دوبجانسكي التي تمنح لأهمِّ الإنجازات في هذا العلم.
يعتبر ثيودوسيوس دوبجانسكي أحد أشهر علماء الأحياء في القرن العشرين، فقد كان رئيساً لجمعية الوراثة الأمريكية (1941)، ورئيساً لجمعيَّة علماء الطبيعة الأمريكية (1950)، ورئيساً لجمعية أبحاث التطور (1951)، ورئيساً للجمعيَّة الأمريكية لعلماء الحيوان (1963)، تمت طباعة كتاب دوبجانسكي علم الوراثة وأصل الأنواع ثلاث طبعات متتالية ويعتبره كثيرون أحد أهم الكتب في مجال موضوعات الوراثة وعلم التطوُّر على الإطلاق.

## الرابطة الوطنية الأمريكية لمعلِّمي الأحياء
الرابطة الوطنية لمعلِّمي الأحياء (NABT) هي جمعيَّة لمُدرِّسي علم الأحياء في الولايات المتحدة الأمريكية، تمَّ تأسيسها في البداية لتسهيل تدريس البيولوجيا للفقراء ومنخفضي الدخل في ثلاثينات القرن الماضي، وتوسَّعت لتصبح منظمة وطنية كبيرة تُعزِّز تدريس البيولوجيا وتدعم تعلُّمها على أساس المبادئ العلميَّة
دافعت الرابطة الوطنية لمعلمي الأحياء عن تدريس التطوُّر خلال النقاش حول الخلق والتطور في التعليم العام في الولايات المتحدة الأمريكيَّة، ولعبت دوراً هاماً في عدد من القضايا القضائيَّة وجلسات الاستماع في جميع أنحاء أمريكا.
تأسَّست الرابطة عام 1938 في مدينة نيويورك، وتمَّ إنشاء مجلة علميَّة خاصَّة بالمنظمة في نفس العام، وفي عام 1944 انتُخبت هيلين تروبريدغ أول رئيسة لها، وتمَّ تقديم جوائز للمعلمين المتميزين لأول مرة في عام 1960 وعُقد أول مؤتمر وطني مستقل لها عام 1968، وفي فترة السبعينيات قادت النشاط الوطني لتدريس التطوُّر مع اتخاذ إجراءات قانونيَّة ضد تعديل قانون ولاية تينيسي التي حاولت استبدال التطور بالتصميم الذكي في المناهج الدراسيَّة.